# Sixties
Sixties (engelska: "60-tal", här syftande på 1960-talet) är en dokumentär-TV-serie om musik under 1960-talet, sänd i SVT 2005 och 2008.

## Avsnittens tema
1. 13 februari 2005 - Procol Harum, Hep Stars, Tages, gäst Benny Andersson
2. 20 februari 2005 - Animals, The Spencer Davis Group, Georgie Fame, gäst Björn Skifs
3. 27 februari 2005 - Cilla Black, Nursery Rhymes, Supremes, gäst Marie Selander
4. 6 mars 2005 - The Byrds, Peter and Gordon, The Troggs, gäst Per Gessle
5. 20 mars 2005 - The Beatles, Paul Jones, The Mascots, The Hounds, gäst Lasse Hallström
6. 27 mars 2005 - Gerry and the Pacemakers, Bobby Vee, Brian Poole, The Tremeloes, gäster Kersti Adams-Ray och Klas Burling
7. 3 april 2005 - Searchers, Manfred Mann, The Hollies, gäster Lasse Åberg och Janne Schaffer
8. 10 april 2005 - Swinging Blue Jeans, Deejays, The Tremeloes, gäster Claes af Geijerstam och Ola Håkansson
9. 5 april 2008 - John Fogerty, Creedence Clearwater Revival, Donovan, gäst Tomas Ledin
10. 12 april 2008 - The Bee Gees, Paul McCartney, Billy J Kramer, gäst Björn Ulvaeus
11. 19 april 2008 - Motown, Stevie Wonder, Martha Reeves, Abdul "Duke" Fakir, gäster Anne-Lie Rydé och Mike Watson
12. 26 april 2008 - Rolling Stones, The Kinks, gäst Mats Ronander
13. 3 maj 2008 - The Beach Boys, The Monkees, gäst Lennart Grahn
14. 10 maj 2008 - modet, The Small Faces, Dave Dee, Dozy, Beaky, Mick & Tich, gäst Lalla Hansson
15. 17 maj 2008 - musikåret 1967, Jimi Hendrix, The Mamas and the Papas, gäster Janne "Loffe" Carlsson, Bill Öhrström och Clas Yngström
16. 26 augusti 2008 - Röster, Percy Sledge, Simon and Garfunkel, gäst Tommy Körberg
17. 2 september 2008 - Tjejpopband (Plommons, The Ronettes) och The Who
18. 9 september 2008 - Sologitarrister (Hank Marvin, The Shadows, Cliff Richard, The Yardbirds), gäst Janne Schaffer
19. 16 september 2008 - Tidiga 1960-talet (The Beatles i Hamburg och i Sverige 1963, Little Richard, Elvis Presley och Brian Hyland), gäst Jerry Williams
20. 23 september 2008 - Musikernas egna favoriter, Jazzpop (The Zombies, Chicago, Blood, Sweat & Tears och Made in Sweden), gäster Monica Dominique och Jojje Wadenius
21. 30 september 2008 - Musikproducenterna, George Martin, gäst Bengt Palmers